# 以心中的吶喊而寫的一首歌 / Love take it all
《以心中的吶喊而寫的一首歌 / Love take it all》（心の叫びを歌にしてみた / Love take it all）是日本女子偶像組合℃-ute的第24張單曲，於2014年3月5日由zetima發售。

## 概要
- 《以心中的吶喊而寫的一首歌 / Love take it all》是℃-ute第三張2A單曲。
- 《Love take it all》是BS-TBS《滿足・心情的挑戰! 閃耀的未來 BS-TBS》的宣傳歌曲，亦是節目《℃-ute的挑戰TV》的片尾曲
- 此單曲有5個版本，分別有初回生產限定盤A、B、C和通常盤A、B。「初回生產限定盤A」收錄了《以心中的吶喊而寫的一首歌》的PV和Making；「初回生產限定盤B」收錄了《Love take it all》的PV和Making；「初回生產限定盤C」收錄了《以心中的吶喊而寫的一首歌》、《Love take it all》的PV。
- 在2014年3月17日於Oricon公信榜單曲週榜取得第2名，繼《EVERYDAY 超絕讚!!》後，第二張銷量排名最高的單曲（第2位）
- 此單曲於3月7日於Oricon公信榜單曲每日排行榜取得第1位，是繼《EVERYDAY 超絕讚!!》和《SHOCK!》後第三張單曲於公信榜單曲日榜上取得第1位。
- 此單曲是℃-ute出道以來第三張銷量超過6萬的單曲（62,405+張）。

## 收錄内容

### CD
1. 以心中的吶喊而寫的一首歌
（作詞、作曲：淳君 編曲：板垣祐介）
2. Love take it all
（作詞、作曲：淳君 編曲：宅見将典）
3. 以心中的吶喊而寫的一首歌（Instrumental）
4. Love take it all（Instrumental）

### DVD

#### 初回生產限定盤A
1. 以心中的吶喊而寫的一首歌（PV）
2. 以心中的吶喊而寫的一首歌（Jacket & MV Making Video）

#### 初回生產限定盤B
1. Love take it all（PV）
2. Love take it all（Jacket & MV Making Video）

#### 初回生產限定盤C
1. 以心中的吶喊而寫的一首歌（Dance Shot Ver.）
2. Love take it all（Dance Shot Ver.）
3. 以心中的吶喊而寫的一首歌（Street Ver.）
4. Love take it all（Close-up & Free Dance Ver.）

## 外部連結
- 早安家族官方網站（日語）